# Adolf Meyer-Abich
Adolf Meyer-Abich (* 14. November 1893 in Emden; † 3. März 1971 in Hamburg) war ein deutscher Philosoph, Historiker der Naturwissenschaften, Bibliothekar und Universitätsprofessor. Er war einer der Begründer und Hauptrepräsentanten des Holismus.

## Leben
Adolf Meyer-Abich war der Sohn von Friedrich Meyer und seiner Frau Alma, geb. Abich. Er besuchte das Gymnasium in Emden und studierte anschließend von 1913 bis 1917 Philosophie und Naturwissenschaft (v. a. Biologie) in Göttingen und Jena. 1916 wurde er in Philosophie bei Rudolf Eucken über Otto Liebmann promoviert. 1917 wurde er Volontär an der Universitätsbibliothek Göttingen, wo er 1919 Assistent und 1920 Hilfsbibliothekar wurde. 1921 ging er an die Universitätsbibliothek nach Kiel, noch im gleichen Jahr wechselte er als Bibliotheksrat an die Staats- und Universitätsbibliothek Hamburg. 1925 habilitiert er sich mit dem Thema Logik der Morphologie bei Husserl. 1938 schied er aus dem Bibliotheksdienst aus. Von 1929 bis 1932 war er Professor für Philosophie und Theoretische Biologie in Chile, ab 1930 auch Professor an der Universität Hamburg. Im Jahr 1932 wurde er zum Mitglied der Leopoldina gewählt. Diverse Bewerbungen als Professor blieben im Dritten Reich erfolglos; nach einem vertraulichen Vermerk des Amtes Rosenberg v. 27. November 1937 wurde Adolf Meyer-Abich als wesentlicher Vertreter des Holismus zu den Gegnern des nationalsozialistischen Staates gerechnet. Er wurde 1958 emeritiert, hielt aber weiter Vorlesungen in Hamburg, den USA und Lateinamerika. Sein an Alexander von Humboldt und seine Erfahrungen in Chile anknüpfendes Modell, deutsche Naturwissenschaftler im Austausch und in begrenzter Zeit (bei Übernahme der Lebenshaltungskosten durch süd- und mittelamerikanische Staaten) die dortigen Verhältnisse erforschen und darstellen zu lassen, führte zur Gründung vieler iberoamerikanischer Forschungsinstitute (u. a. Chile, El Salvador, Dominikanische Republik).
Er ist der Vater des Marineoffiziers und Geologen Helmut Meyer-Abich sowie des Physikers, Naturphilosophen und Politikers Klaus Michael Meyer-Abich.
In Anknüpfung an den biologischen Holismus wurde er zum führenden Vertreter einer sich als methodisch holistisch verstehenden Naturphilosophie in Deutschland. Sein Arbeitsgebiet umfasste Naturphilosophie, Geschichte der Naturwissenschaften (insbesondere Biologie), Theoretische Biologie und Medizin. 1935–1943 war er einer der Direktoren der „Prof. Jan van der Hoevenstichting voor theoretische biologie van dier en mensch“ an der Universität Leiden. Er war Mitarbeiter der von dieser Stiftung veröffentlichten Zeitschrift Acta Biotheoretica. Im November 1933 unterzeichnete er das Bekenntnis der deutschen Professoren zu Adolf Hitler.

## Veröffentlichungen (Auswahl)
- Über Liebmanns Erkenntnislehre und ihr Verhältnis zur Kantischen Philosophie. Ein Beitrag zur Kritik des modernen Intellektualismus, Borna-Leipzig: Noske 1916 (Jena, Univ.,Phil. Diss., 1916).
- Logik der Morphologie im Rahmen einer Logik der gesamten Biologie, Berlin: Springer 1926 (Zugl.: Hamburg, Univ., Habil.-Schr., 1926).
- Ideen und Ideale der biologischen Erkenntnis. Beiträge zur Theorie und Geschichte der biologischen Ideologien, Leipzig 1934 (Bios; 1).
- Krisenepochen und Wendepunkte des biologischen Denkens, Jena: Fischer 1935 (Digitalisat).
- Hauptgedanken des Holismus. In: Acta Biotheoretica, Bd. 5 (1940), H. 2, S. 86–116.
- Naturphilosophie auf neuen Wegen, Stuttgart: Hippokrates 1948.
- Biologie der Goethezeit. klassische Abhandlungen über die Grundlagen und Hauptprobleme der Biologie von Goethe und den großen Naturforschern seiner Zeit: Georg Forster, Alexander v. Humboldt, Lorenz Oken, Carl Gustav Carus, Karl Ernst v. Baer und Johannes Müller. Stuttgart : Hippokrates-Verl. Marquardt, 1949 (Digitalisat).
- Beiträge zur Theorie der Evolution der Organismen, Bd. 2: Typensynthese durch Holobiose, Leiden: Brill 1950.
- Geistesgeschichtliche Grundlagen der Biologie, Stuttgart: Gustav Fischer Verlag 1963 (Digitalisat).
- Atlantische Existenz. In: Wege zur Wissenschaftsgeschichte. Lebenserinnerungen, Wiesbaden: Steiner 1969 (= Beiträge zur Geschichte der Wissenschaft und der Technik; 10), S. 39–73.
- Die Vollendung der Morphologie Goethes durch Alexander von Humboldt. Ein Beitrag zur Naturwissenschaft der Goethezeit, Göttingen: Vandenhoeck & Ruprecht 1970 (Veröffentlichung der Joachim-Jungius-Gesellschaft der Wissenschaften; 14), ISBN 3-525-85536-2.
- Alexander von Humboldt. Mit Selbstzeugnissen und Bilddokumenten, Reinbek bei Hamburg: Rowohlt 1967 (zuletzt 2006).